# Liste der Gerichte in München
Gerichte mit Sitz in München sind bzw. waren:

## Justiz
- Amtsgericht München
- Anwaltsgericht für den Bezirk der Rechtsanwaltskammer München[1]
- Arbeitsgericht München
- Bayerischer Anwaltsgerichtshof
- Bayerischer Verfassungsgerichtshof
- Bayerischer Verwaltungsgerichtshof
- Bayerisches Landessozialgericht
- Bayerisches Oberstes Landesgericht (1879–1935, 1948–2006, 2018-)
- Bayerisches Verwaltungsgericht München
- Bundesfinanzhof
- Bundespatentgericht
- Finanzgericht München
- Landesarbeitsgericht München
- Landgericht München I
- Landgericht München II
- Oberlandesgericht München
- Sozialgericht München
- Truppendienstgericht Süd
- Verwaltungsgericht München

## Sportgerichte
- Bezirks-Sportgericht des Bayerischen Fußball-Verbandes[2]
- Kreissportgericht München I des Bayerischen Fußball-Verbandes[3]

## Ehemalige Gerichte
- Oberstes Parteigericht der NSDAP (1921–1945)
- Oberstes Rückerstattungsgericht (1984–1990)
- Reichsfinanzhof (1918–1945)
- Volksgericht Bayern (1918–1924)